# 太秦家
太秦家（うずまさけ）は、藤原北家水無瀬一門桜井支流の華族（奈良華族）である。石高は50石。左近衛権中将桜井供秀の次男（実は権中納言堀河康親の男）・供親を祖とする。

## 家の歴史
供親は興福寺慈尊院住職で堯雅を名乗っていたが、明治2年（1869年）の勅令により還俗し、華族令によって男爵を授けられた。供康は、陸軍歩兵少佐まで進み、貴族院議員を務めた。康光は、理学博士、北海道大学教授、名誉教授。北大理学部長、函館工業高等専門学校初代校長などを歴任し、登別温泉を対象に、温泉の化学的研究を確立したほか、小さな親切運動札幌支部長も務め、札幌市民に親しまれた。

## 系譜
実線は実子、点線（縦）は養子。
| 桜井供秀 |  |  |  |
|          |  |  |  |
| 太秦供親 |  |  |  |
|          |  |  |  |
| 供康     |  |  |  |
|          |  |  |  |
| 康光     |  |  |  |